# Mirian Calkalamanidze
Mirian Calkalamanidze (27. dubna 1927 – 3. srpna 2000 Telavi) byl sovětský a gruzínský zápasník, olympijský vítěz z roku 1956.

## Sportovní kariéra
Narodil se v kachetské obci Kondoli, kde se věnoval od mala národnímu zápasnickému stylu. V pěti letech mu zemřel otec a v roce 1939 se s matkou přestěhoval do gruzínského hlavního města Tbilisi. Na vysoké technické škole hrál fotbal za univerzitní tým. Kvůli nižšímu vzrůstu ho však trenéři často nestavěli, proto jednou na truc následoval kamaráda Anzora Kalandadzeho do zápasnické tělocvičny Petre Iordanišviliho (Petres darbazi) vedle pravoslavného kostela kazaňské ikony Matky Boží v tbiliské čtvrti Okros ubani.
V roce 1951 ve věku 24 let začal s tréninkem olympijského zápasu. Jeho osobní trenér Lev Kapitanov se sice specializoval na zápas řecko-římský, ale dokázal využít jeho potenciálu z národního zápasu (kachuri čidaoba) pro olympijský zápas ve volném stylu. V roce 1953 se poprvé dostal do širšího výběru sovětské volnostylařské reprezentace ve váze do 52 kg a v roce 1954 startoval na mistrovství světa v Tokiu, kde obsadil třetí místo.
V roce 1956 si vítězstvím na srpnové spartakiadě národů SSSR řekl o nominaci na olympijské hry v Melbourne. Start na olympijských hrách později potvrdil před ázerbájdžánským Georgi Sajadovem i přes zlomenou klíční kost dva měsíce před turnajem. V prosinci v Melbourne si prožil těžkou chvilku ve druhém kole, když rozhodčí vyhlásili za vítěze verdiktem 1-2 jeho japonského soupeře Tadaši Asaie. Sověti však podali u jury protest, který byl uznán a byl dodatečně označen za vítěze. Ve čtvrtém kole nastoupil proti svému velkému soupeři Turku Hüseyinu Akbaşovi a prohrál verdiktem 0-3. Turek však v dalším kole prohrál s Íráncem Mohammadalím Chodžastepurem. V závěrečném finálovém kole tak musel k zisku zlaté olympijské medaile Íránce porazit na lopatky. Tohoto cíle dosáhl, ve čtvrté minutě udržel Chodžastepura na lopatkách a získal zlatou olympijskou medaili.
Sportovní kariéru ukončil v roce 1958. Krátce se věnoval trenérské práci. V roce 1964 se odstěhoval s rodinou zpátky do rodné Kachetie a celý zbytek života zasvětil pěstování vína. Zemřel v roce 2000.

## Výsledky

### Volný styl
| Turnaj            | 1954 | 1955 | 1956 | 1957 |
| Turnaj            | 27   | 28   | 29   | 30   |
| Turnaj            | -52  | -52  | -52  | -52  |
| ----------------- | ---- | ---- | ---- | ---- |
| Olympijské hry    |      |      | 1.   |      |
| Mistrovství světa | 3.   |      |      | 2.   |